# ناوشکن ولوس
ناوشکن ولوس (به انگلیسی: Greek destroyer Velos) یک کشتی بود که طول آن ۶۷ متر (۲۲۰ فوت) بود. این کشتی در سال ۱۹۰۷ ساخته شد.